# 国际联欢社旧址
国际联欢社旧址，现为南京饭店，是江苏省南京市鼓楼区中山北路259号的一处民国建筑。

## 历史
原为外交部开设的活动场所，由建筑师梁衍设计，动工于1935年，1936年完工。抗日战争时被日军改为东亚俱乐部，抗战胜利后被外交部收回，在杨廷宝设计下进行了扩建。之后在此开办南京饭店。1992年列入南京市文物保护单位。
2008年，南京市政府对其进行修缮，由于周边建筑色彩比较混乱，因此采用调整色彩的方式，使沿街门面房外部色彩与主体建筑风格、色彩相协调。